# Campionati europei di atletica leggera indoor 2011 - 3000 metri piani maschili
La gara si è svolta il 4 e il 5 marzo 2011.

## Podio
| #       | Atleta          | Nazionalità | Tempo   | Note |
| ------- | --------------- | ----------- | ------- | ---- |
| Oro     | Mo Farah        | Regno Unito | 7'53"00 |      |
| Argento | Hayle İbrahimov | Azerbaigian | 7'53"32 |      |
| Bronzo  | Halil Akkaş     | Turchia     | 7'54"19 |      |

## Record
Prima di questa competizione, il record del mondo (RM), il record europeo (EU) ed il record dei campionati (RC) sono i seguenti:
| Record                | Prestazione | Atleta                | Data                               | Competizione                                       |
| --------------------- | ----------- | --------------------- | ---------------------------------- | -------------------------------------------------- |
| Record mondiale       | 7'24"90     | Daniel Komen Kenya    | 6 febbraio 1998 Budapest, Ungheria |                                                    |
| Record europeo        | 7'32"41     | Sergio Sánchez Spagna | 13 febbraio 2010 Valencia, Spagna  |                                                    |
| Record dei campionati | 45"39       | Mo Farah Regno Unito  | 7 marzo 2009 Madrid, Spagna        | Campionati europei di atletica leggera indoor 2009 |

## Risultati

### Primo turno
I primi 3 di ogni batteria e i 3 migliori tempi si qualificano per la finale.

#### Batteria 1
| Pos. | Corsia | Nome                     | Nazione     | Tempo   | Note             |
| ---- | ------ | ------------------------ | ----------- | ------- | ---------------- |
| 1    | 5      | Mo Farah                 | Regno Unito | 8'02"37 | Q                |
| 2    | 6      | Rui Silva                | Portogallo  | 8'02"69 | Q                |
| 3    | 3      | Daniele Meucci           | Italia      | 8'02"71 | Q                |
| 4    | 2      | Francisco Javier Alves   | Spagna      | 8'02"90 |                  |
| 5    | 4      | Sergej Ivanov            | Russia      | 8'07"27 |                  |
| 6    | 8      | Mykola Labovskyj         | Ucraina     | 8'08"17 |                  |
| 7    | 1      | Nordine Gezzar           | Francia     | 8'10"69 |                  |
| 8    | 9      | Bjørnar Ustad Kristensen | Norvegia    | 8'11"63 |                  |
| 9    | 7      | Sevak Yeghikyan          | Armenia     | 8'23"83 | Record nazionale |

#### Batteria 2
| Pos. | Corsia | Nome                | Nazione     | Tempo   | Note |
| ---- | ------ | ------------------- | ----------- | ------- | ---- |
| 1    | 1      | Hayle İbrahimov     | Azerbaigian | 8'00"36 | Q    |
| 2    | 2      | Florian Carvalho    | Francia     | 8'00"90 | Q    |
| 3    | 8      | Jesús España        | Spagna      | 8'01"56 | Q    |
| 4    | 5      | Mert Girmalegesse   | Turchia     | 8'02"12 | q    |
| 5    | 4      | Łukasz Parszczyński | Polonia     | 8'03"14 |      |
| 6    | 6      | Sjarhej Čabiarak    | Bielorussia | 8'05"29 |      |
| 7    | 7      | Jonas Hamm          | Finlandia   | 8'16"51 |      |
| 8    | 3      | Adil Bouafif        | Svezia      | 8'20"69 |      |
| 9    | 9      | Valentin Smirnov    | Russia      | 8'29"23 |      |

#### Batteria 3
| Pos. | Corsia | Nome             | Nazione     | Tempo   | Note |
| ---- | ------ | ---------------- | ----------- | ------- | ---- |
| 1    | 5      | Yohan Durand     | Francia     | 8'01"24 | Q    |
| 2    | 2      | Halil Akkaş      | Turchia     | 8'01"38 | Q    |
| 3    | 1      | Andy Baddeley    | Regno Unito | 8'01"56 | Q    |
| 4    | 3      | Stefano La Rosa  | Italia      | 8'01"89 | q    |
| 5    | 4      | Sjarhej Platonaŭ | Bielorussia | 8'02"46 | q    |
| 6    | 7      | Dan Mulhare      | Irlanda     | 8'04"57 |      |
| 7    | 6      | Víctor García    | Spagna      | 8'11"31 |      |
| 8    | 8      | Egor Nikolaev    | Russia      | 8'13"01 |      |

### Finale
| Pos. | Corsia | Nome              | Nazione     | Tempo   | Note                                     |
| ---- | ------ | ----------------- | ----------- | ------- | ---------------------------------------- |
| 1    | 6      | Mo Farah          | Regno Unito | 7'53"00 |                                          |
| 2    | 3      | Hayle İbrahimov   | Azerbaigian | 7'53"32 |                                          |
| 3    | 5      | Halil Akkaş       | Turchia     | 7'54"19 |                                          |
| 4    | 2      | Andy Baddeley     | Regno Unito | 7'54"49 | Miglior prestazione personale stagionale |
| 5    | 4      | Jesús España      | Spagna      | 7'54"66 |                                          |
| 6    | 1      | Rui Silva         | Portogallo  | 7'59"49 |                                          |
| 7    | 2      | Yohan Durand      | Francia     | 8'02"40 |                                          |
| 8    | 12     | Florian Carvalho  | Francia     | 8'02"92 |                                          |
| 9    | 6      | Mert Girmalegesse | Turchia     | 8'04"00 |                                          |
| 10   | 3      | Stefano La Rosa   | Italia      | 8'04"12 |                                          |
| 11   | 9      | Daniele Meucci    | Italia      | 8'04"82 |                                          |
| 12   | 4      | Sjarhej Platonaŭ  | Bielorussia | 8'09"22 |                                          |